# NGC 6419
NGC 6419 é uma galáxia espiral (Sa) localizada na direcção da constelação de Draco. Possui uma declinação de +68° 09' 21" e uma ascensão recta de 17 horas, 36 minutos e 05,6 segundos.
A galáxia NGC 6419 foi descoberta em 17 de Agosto de 1883 por Lewis A. Swift.